# راي هاثاواي
راي هاثاواي (بالإنجليزية: Ray Hathaway)‏ هو لاعب كرة قاعدة أمريكي، ولد في 13 أكتوبر 1916 في غرينفيل في الولايات المتحدة، وتوفي في 11 فبراير 2015 في آشفيل في الولايات المتحدة.

## وصلات خارجية
- راي هاثاوي على موقع دوري كرة القاعدة الرئيسي (الإنجليزية)
- راي هاثاوي على موقعبيزبول رفرنس.كوم (الدوري الرئيسي) (الإنجليزية)
- راي هاثاوي على موقعبيزبول رفرنس.كوم (الدوري الثانوي) (الإنجليزية)